# Marcel Vignoli
Pour les articles homonymes, voir Vignoli.
Marcel Vignoli, né le 3 novembre 1898 à Cambrai et mort le 31 mai 1985 à Menton, est un footballeur international français actif dans les années 1920 et évoluant au poste de défenseur.

## Carrière
Marcel Vignoli évolue dans le club de l'Olympique de Paris pendant la saison 1924-1925, puis au Red Star Olympique après la fusion des deux clubs parisiens,.
Il est aussi appelé en équipe de France de football, totalisant deux capes en 1925 lors de deux défaites contre l'Angleterre 3-2 à domicile et contre l'Italie 7-0 à l'extérieur.